# 白寿康
白寿康（1912年—1990年4月13日），陕西清涧县人，中国人民解放军将领、中国人民解放军开国少将。
1935年，参加中国工农红军。1937年，担任陕甘宁边区独立团团长。后升任八路军385旅4团副团长、团长，385旅5团团长。第二次国共内战期间，担任第一野战军第四军12师副师长、政委，参加延安保卫战、扶眉战役、宝鸡战役和兰州战役。中华人民共和国成立后，担任高级公安部队学院政委、人民武装警察部队学院政委、第二炮兵学院政委。1955年，授予中国人民解放军少将。